# François Verdan
Henri François Louis Verdan (* 5. September 1747 in Cortaillod, heimatberechtigt in Sugiez, Neuenburg (1784) und Biel; † 28. November 1818 in Delsberg) war ein Schweizer Unternehmer und Richter.

## Leben
François Verdan war der Sohn des Indiennedruckers und späteren Kaufmanns Jean-Daniel Verdan und der Marguerite de Vaux. Er heiratete 1767 Marguerite (* 1746), Tochter des Jacques Tenderon. Ein Sohn und vier Töchter erreichten das Heiratsalter: Marguerite (1768–1833) heiratete den Kaufmann Louis Bridel, Sophie (1772–1858) den Teilhaber und Unternehmer Johann Rudolf Neuhaus, Marie-Louise (1774–1836) den Teilhaber Johann Peter Huber und Vérène (1781–1846) den Ingenieur und Grossrat Jean-Amadée Watt. Sein Sohn Henri (1770–1832) war Teilhaber und zuletzt Leiter der Indiennemanufaktur Biel.
Nach einer Stoffdruckerlehre übernahm Verdan mit seinen Brüdern 1775 die Indiennemanufaktur von Greng sowie vier Jahre später die von Ruz-de-Combe in Saint-Blaise. In Portugal besuchte er 1781 Indiennefabrikanten, die aus Biel und Neuenburg stammten. Bis zu seiner Rückkehr nach Biel war er in der Manufaktur von David Schwab, der später seine Enkelin Marie Elisabeth Rihs heiratete, und David-Henri de Meuron in Torres Novas bei Lissabon tätig. In Biel erwarb Verdan 1784 die Indiennemanufaktur im Pasquartquartier und 1786 das Heimatrecht. Mit seinem Sohn und seinen Schwiegersöhnen erweiterte er diese. Besonders Johann Rudolf Neuhaus brachte sie vom bevorstehenden Konkurs zur Blüte.
Verdan war fortschrittlich und frankophil sowie «Anhänger revolutionärer Ideen». Nach der Französischen Revolution wurde er Freund von François Augustin Roussel, seit 1795 Kommissär des Direktoriums im Département Mont-Terrible. Im ehemaligen Fürstbistum Basel wurde Verdan einer der grössten Käufer von «Nationalgut». Zu seinen Erwerbungen gehörten das Schloss der Fürstbischöfe in Delsberg, das Hofgut von Löwenburg und die Sennerei Ritzengrund in Roggenburg. Im seit 1798 französischen Biel wurde er Mitglied der Wahlversammlung des Départements und Geschworener am Nationalen Hochgericht (Haute Cour de Justice).
Verdan zog um 1800 nach Delsberg um, wo er eine Spinnerei und eine Weberei gründete. Munizipalrat seit 1801 übernahm er 1805 das Amt des Maire. Nach dem Ende der Helvetik setzte ihn Konrad von Andlau-Birseck 1814 ab. Fortan amtierte Verdan als Richter am Zivilgericht.
François Verdan starb am 28. November 1818 in Delsberg.

## Belege
1. 1 2 3 4 5  Didier Schaller: François Verdan. In: Historisches Lexikon der Schweiz. (Stand: 10. Oktober 2016)
2. ↑  Henri François Louis Verdan (2). In: Werner und Marcus Bourquin: Biel. Stadtgeschichtliches Lexikon. Biel 1999. S. 459.
3. ↑  Christoph Zürcher: Johann Rudolf Neuhaus. In: Historisches Lexikon der Schweiz. (Stand: 12. Januar 2015)

| Personendaten    | Personendaten                                     |
| ---------------- | ------------------------------------------------- |
| NAME             | Verdan, François                                  |
| ALTERNATIVNAMEN  | Verdan, Henri François Louis (vollständiger Name) |
| KURZBESCHREIBUNG | Schweizer Unternehmer und Richter                 |
| GEBURTSDATUM     | 5. September 1747                                 |
| GEBURTSORT       | Cortaillod, Schweiz                               |
| STERBEDATUM      | 28. November 1818                                 |
| STERBEORT        | Delsberg, Schweiz                                 |